# Roy Aitken
Roy Aitken, właśc. Robert Sime Aitken (ur. 24 listopada 1958 w Irvine) – szkocki piłkarz grający na pozycji środkowego obrońcy lub defensywnego pomocnika.

## Kariera klubowa
Karierę piłkarską Aitken rozpoczął w juniorach Celticu Glasgow. W 1976 roku przeszedł do kadry pierwszej drużyny, a 21 lutego 1976 zadebiutował w Scottish Premier League w wygranym 1:0 wyjazdowym spotkaniu z Aberdeen F.C. W chwili debiutu liczył sobie 17 lat, a w debiutanckim sezonie wywalczył mistrzostwo Szkocji oraz zdobył Puchar Szkocji. W sezonie 1977/1978 był już podstawowym zawodnikiem Celticu. W 1979 roku ponownie został mistrzem kraju, a w 1980 roku sięgnął po krajowy puchar. Także w latach 80. Aitken osiągał z Celtikiem sukcesy w Szkocji. W latach 1981, 1982, 1986 i 1988 cztery razy zostawał mistrzem ligi szkockiej. W latach 1985, 1988 i 1989 wygrywał Puchar Szkocji, a w 1983 roku także Puchar Ligi Szkockiej. W Celticu spędził 15 sezonów. Rozegrał dla tego klubu 483 ligowe spotkania i 40 razy zdobywał gola w lidze.
W styczniu 1990 roku Aitken przeszedł do angielskiego Newcastle United. W Newcastle grał do lata 1991, ale nie wywalczył z nim awansu z Division Two do Division One. Następnie wrócił do Szkocji. Przez rok występował w St. Mirren F.C., a w 1992 roku trafił do Aberdeen F.C. W 1995 roku zdobył z Aberdeen Puchar Ligi Szkockiej, ale przez ostatnie dwa sezony rozegrał w tym klubie 3 spotkania. Po zdobyciu pucharu zakończył karierę piłkarską. Liczył sobie wówczas 37 lat.
| Sezon   | Klub             | Kraj    | Rozgrywki      | Mecze | Bramki |
| ------- | ---------------- | ------- | -------------- | ----- | ------ |
| 1975/76 | Celtic F.C.      | Szkocja | Premier League | 12    | 0      |
| 1976/77 | Celtic F.C.      | Szkocja | Premier League | 33    | 5      |
| 1977/78 | Celtic F.C.      | Szkocja | Premier League | 33    | 2      |
| 1978/79 | Celtic F.C.      | Szkocja | Premier League | 36    | 5      |
| 1979/80 | Celtic F.C.      | Szkocja | Premier League | 35    | 3      |
| 1980/81 | Celtic F.C.      | Szkocja | Premier League | 33    | 4      |
| 1981/82 | Celtic F.C.      | Szkocja | Premier League | 33    | 3      |
| 1982/83 | Celtic F.C.      | Szkocja | Premier League | 33    | 6      |
| 1983/84 | Celtic F.C.      | Szkocja | Premier League | 31    | 5      |
| 1984/85 | Celtic F.C.      | Szkocja | Premier League | 33    | 3      |
| 1985/86 | Celtic F.C.      | Szkocja | Premier League | 36    | 0      |
| 1986/87 | Celtic F.C.      | Szkocja | Premier League | 42    | 1      |
| 1987/88 | Celtic F.C.      | Szkocja | Premier League | 43    | 1      |
| 1988/89 | Celtic F.C.      | Szkocja | Premier League | 32    | 0      |
| 1989/90 | Celtic F.C.      | Szkocja | Premier League | 18    | 2      |
| 1989/90 | Newcastle United | Anglia  | Division Two   | 22    | 1      |
| 1990/91 | Newcastle United | Anglia  | Division Two   | 32    | 0      |
| 1991/92 | St. Mirren F.C.  | Szkocja | Premier League | 34    | 1      |
| 1992/93 | Aberdeen F.C.    | Szkocja | Premier League | 26    | 2      |
| 1993/94 | Aberdeen F.C.    | Szkocja | Premier League | 1     | 0      |
| 1994/95 | Aberdeen F.C.    | Szkocja | Premier League | 2     | 0      |

## Kariera reprezentacyjna
W reprezentacji Szkocji Aitken zadebiutował 12 września 1979 roku w zremisowanym 1:1 towarzyskim spotkaniu z Peru. W 1986 roku został powołany do kadry na Mistrzostwa Świata w Meksyku. Tam był podstawowym zawodnikiem Szkocji i rozegrał 3 mecze: z Danią (0:1), z RFN (1:2) oraz z Urugwajem (0:0). Z kolei w 1990 roku na Mundialu we Włoszech także zagrał w 3 spotkaniach: z Kostaryką (0:1), ze Szwecją (2:1) oraz z Brazylią (0:1). Od 1979 roku do 1991 roku rozegrał w kadrze narodowej 57 meczów i zdobył jednego gola.

## Kariera trenerska
Po zakończeniu kariery Aitken został trenerem. Samodzielnie prowadził Aberdeen F.C., a w 2006 roku tymczasowo był menedżerem Aston Villi zastępując na tym stanowisku Davida O’Leary’ego. W styczniu 2007 został asystentem Alexa McLeisha w reprezentacji Szkocji. W listopadzie 2007 został jednym z trenerów w Birmingham City.